# Dicranomyia (Neolimnobia) excelsior
Dicranomyia (Neolimnobia) excelsior is een tweevleugelige uit de familie steltmuggen (Limoniidae). De soort komt voor in het Neotropisch gebied.